# Néolithique précéramique
Le Néolithique précéramique est une phase du Néolithique ancien caractérisée par l'adoption de certains traits tels que la sédentarité, l'agriculture ou le polissage des outils de pierre mais pas la fabrication de céramique. Elle a été introduite par Kathleen Kenyon dans le cadre de l'étude de la séquence de Jéricho puis a été adoptée pour l'ensemble du Néolithique du Proche-Orient.
Le Néolithique précéramique comprend deux stades successifs :
- le Néolithique précéramique A (Pre-Pottery Neolithic A ou PPNA en anglais) de 11700/11500 à 10500 AP[2] environ, soit 9700/9500 à 8500 av. J.-C. environ.
- le Néolithique précéramique B (Pre-Pottery Neolithic B ou PPNB en anglais) de 10500 à 8400 AP[3], soit 8500 à 6400 av. J.-C. environ. Mais pour le Levant nord où la céramique apparaît plus tôt, cette période s'achève autour de 7000-6800 av. J.-C.[4]

La période « Néolithique précéramique C », absente de la stratigraphie de Kenyon, a été introduite par G. Rollefson à partir de ses fouilles à Ain Ghazal (on peut aussi parler de « Ghazzalien »). Cette période débute autour de 7000 av. J.-C. et va jusqu'à 6400 av. J.-C. environ. Elle concerne le Levant méridional. Chez d'autres auteurs, cette phase est considérée comme un « Néolithique précéramique B final ».
|                 | K. Wright  | A. N. Goring-Morris et A. Belfer-Cohen (Levant Sud)                         | P. Akkermans (Levant Nord) |
| PPNA            | 10040-8940 | 9750-9500 (Khiamien / Harifien tardif) 9500-8500 (Sultanien / Épi-Harifien) | 10000-8700                 |
| PPNB ancien     | 8940-8460  | 8500-8250                                                                   | 8700-7500                  |
| PPNB moyen      | 8460-7560  | 8250-7500                                                                   | 8700-7500                  |
| PPNB récent     | 7560-6940  | 7500-7000                                                                   | 7500-6900                  |
| PPNB final/PPNC | 6940-6400  | 7000-6400                                                                   | -                          |